# David Theile
David Egmont Theile (Maryborough, 17 januari 1938) is een Australisch zwemmer.

## Biografie
Tijdens de Olympische Zomerspelen van 1956 in eigen land won Theile op de gouden medaille op de 100 meter rugslag in een wereldrecord.
In 1960 prolongeerde Theile zijn olympische titel op de 100 meter rugslag in een olympisch record. Tijdens die spelen won Theile de zilveren medaille op de 4x100 meter wisselslag.
In 1968 werd Theile opgenomen in de International Swimming Hall of Fame.
1908: Arno Bieberstein ·
1912: Harry Hebner ·
1920: Warren Kealoha ·
1924: Warren Kealoha ·
1928: George Kojac ·
1932: Masaji Kiyokawa ·
1936: Adolph Kiefer ·
1948: Allen Stack ·
1952: Yoshinobu Oyakawa ·
1956: David Theile ·
1960: David Theile ·
1968: Roland Matthes ·
1972: Roland Matthes ·
1976: John Naber ·
1980: Bengt Baron ·
1984: Rick Carey ·
1988: Daichi Suzuki ·
1992: Mark Tewksbury ·
1996: Jeff Rouse ·
2000: Lenny Krayzelburg ·
2004: Aaron Peirsol ·
2008: Aaron Peirsol ·
2012: Matt Grevers ·
2016: Ryan Murphy ·
2020: Jevgeni Rylov ·
2024: Thomas Ceccon